# 阿维尼翁犹太会堂
阿维尼翁犹太会堂（Synagogue d'Avignon）是法国普罗旺斯阿维尼翁的一个犹太会堂，位于耶路撒冷广场（Place Jérusalem）。
1990年八月21日，该建筑列为法国历史古迹。